# Sobcontrole
Sobcontrole foi o nome que o antigo e já extinto programa Descontrole ganhou após ser obrigado a mudar de perfil, foi exibido entre 17 de junho de 2002 até 9 de maio de 2003.
O antigo programa fazia sucesso por ser quase todo improvisado e, muitas vezes, politicamente incorreto, mas, por isso mesmo, teve de adequar seu estilo à TV aberta (onde era exibido) e passou a seguir um controle (daí veio a mudança irônica de nome). O novo programa apresentava uma gincana de colégios onde duas equipes disputavam a vitória através de provas totalmente inusitadas durante a semana.
Assoprar uma bola em um pequeno campo de futebol, trocar de roupa em menor tempo, secar gelo e responder um quiz com perguntas no mínimo criativas eram algumas das provas cujas equipes participavam no programa. As de maior audiência eram as que aconteciam nas ruas da cidade: uma delas consistia em tirar fotos pelas ruas de situações totalmente raras (como, por exemplo, um palhaço de ponta cabeça com um semáforo vermelho ao fundo) e na outra prova as equipes seguiam pistas de igual peculiaridade boladas pelo programa.
Apesar da boa audiência, Sobcontrole foi tendo sua duração cada vez mais reduzida até que foi substituído pelo atual horário do programa religioso Show da Fé, apresentado pelo pastor R. R. Soares.